# 勞恩薩克巴赫河

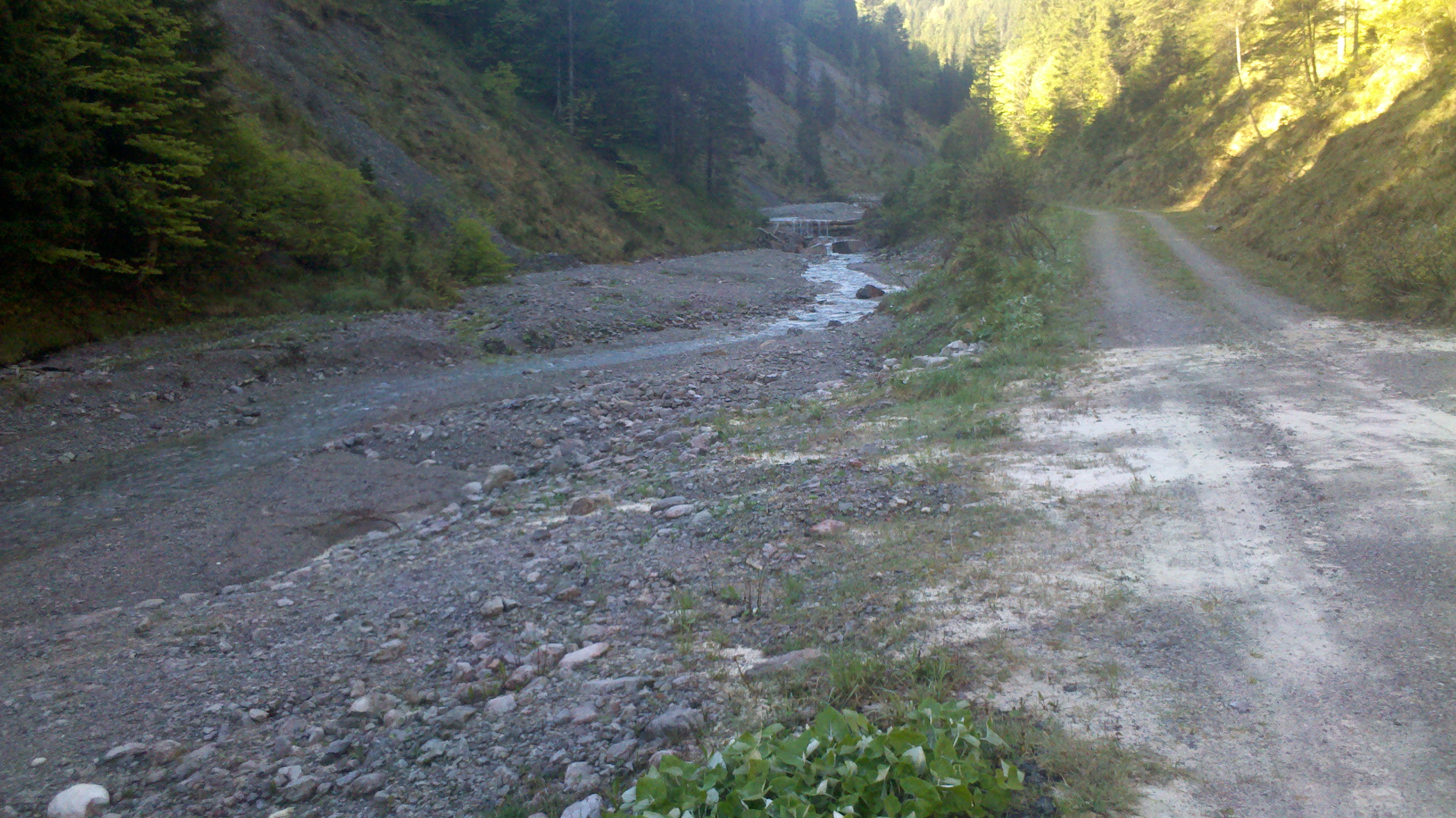

47°37′36″N 11°50′26″E / 47.62673°N 11.84063°E
勞恩薩克巴赫河（德語：Rauhensackbach），是德國的河流，位於該國東南部，由巴伐利亞負責管轄，河道全長2.7公里，發源自欣德山西北坡，最終與新阿爾彭巴赫河匯流成為白瓦萊普河。